# Puerto Sherry
Puerto Sherry es un puerto deportivo español ubicado en El Puerto de Santa María, en la Bahía de Cádiz (Andalucía). 
Es la sede del Club Náutico Puerto Sherry y en sus inmediaciones se localiza la urbanización "Pueblo Sherry".

## Historia

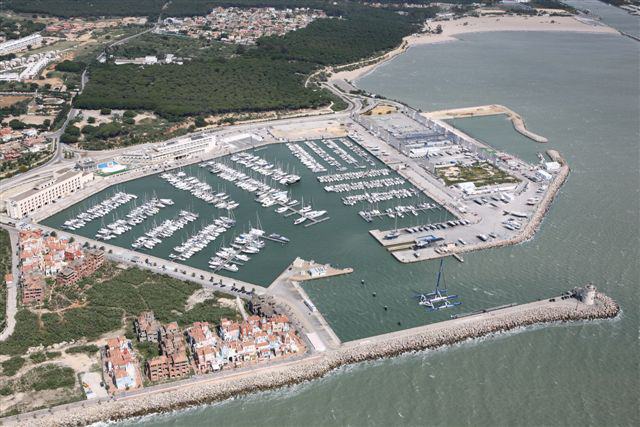
Vista Aérea de Puerto Sherry

La idea de crear en el municipio de El Puerto de Santa María un puerto al estilo de Puerto Banús en Marbella se remonta a los años 1980. El 24 de diciembre de 1984 se pone la primera piedra del futuro puerto deportivo.
En 1987 pasa a manos del grupo inversor británico Brent Walker, que cotizaba en la Bolsa de Londres. El grupo británico quebró y, tras la crisis de 1993 y algunas denuncias de malversación el 20 de enero de 1995 se incoó el expediente de quiebra de Marina del Puerto, la sociedad gestora, por deudas con la Seguridad Social, la Agencia Tributaria y la Delegación de Economía y Hacienda de la Junta de Andalucía. 
La quiebra judicial se levantó finalmente en 2008, devolviéndole la gestión a la sociedad Marina del Puerto. El levantamiento de la quiebra judicial y secuestro administrativo en 2008 fue debido al empeño del jerezano Joaquín Rivero y al sevillano Pedro Bores, los cuales buscaban rescatar el proyecto y darle un nuevo impulso. El propio empresario jerezano había comprado Marina del Puerto en 1994 para posteriormente solicitar formalmente la quiebra, que en 2015 recibió la calificación de "fraudulenta".
En 2023, Puerto Sherry ha crecido en oferta de ocio y gastronómico, así como en rehabilitación de su capacidad hotelera tras la arquitectura en ruina dejada por la quiebra. Acoge regatas y otros eventos deportivos anualmente. También está pendiente de un mayor desarrollo urbanístico residencial.

## Nombre

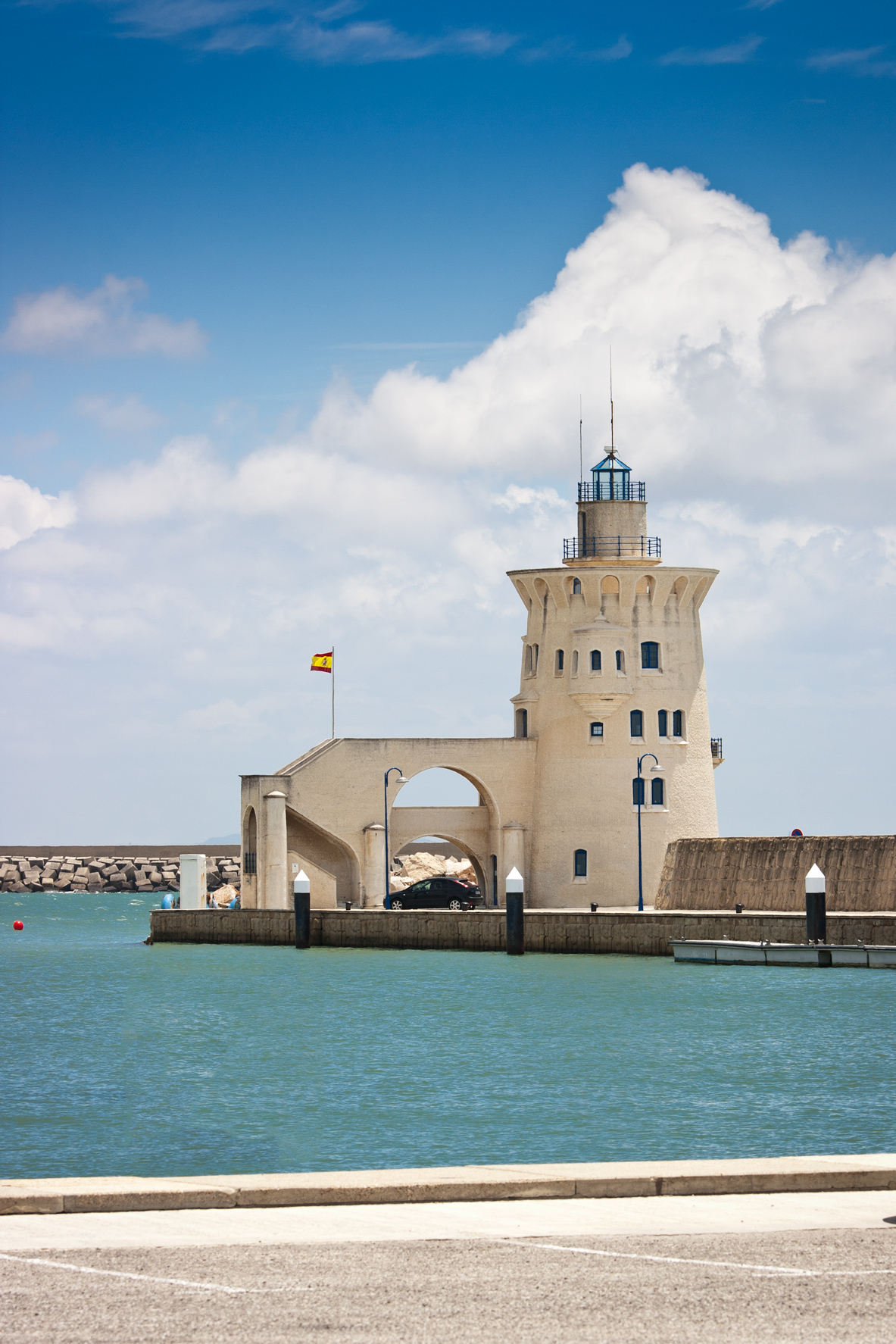
Faro de entrada a Puerto Sherry (El Puerto de Santa María - Cádiz).

El nombre "Sherry" hace referencia a la voz en inglés del vino de jerez. La denominación oficial del vino es Jerez/Xerez/Sherry, teniendo el Consejo Regulador su sede en la ciudad de Jerez de la Frontera y encontrándose El Puerto de Santa María dentro de la zona de producción del vino jerezano.

## Situación
- Longitud: 6º 15' Oeste
- Latitud: 36º 35' Norte

Los transporte más cercanos son: 
- Ferrocarril: estación de Jerez y estación de El Puerto de Santa María.
- Aeropuerto: Aeropuerto de Jerez

## Características técnicas del puerto
- Canal de Entrada:
  - Anchura: 100 m
  - Longitud: 200 metros
  - Calado en B.M.V.E.: 3 metros
- Superficie de agua abrigada:
  - Principal: 13,520 ha
  - Rampa asfáltica: 1,785 ha
- Superficie terrestre:
  - Total: 15,450 ha
- Número de atraques: 842
  - Esloras: desde 5 metros hasta 55 metros

## Instalaciones
- Dársena
- Marina seca
- Playa asfáltica
- Varadero

## Eventos
Fue una de las sedes del Campeonato Mundial de Vela Olímpica de 2003.